# زجاج البصريات

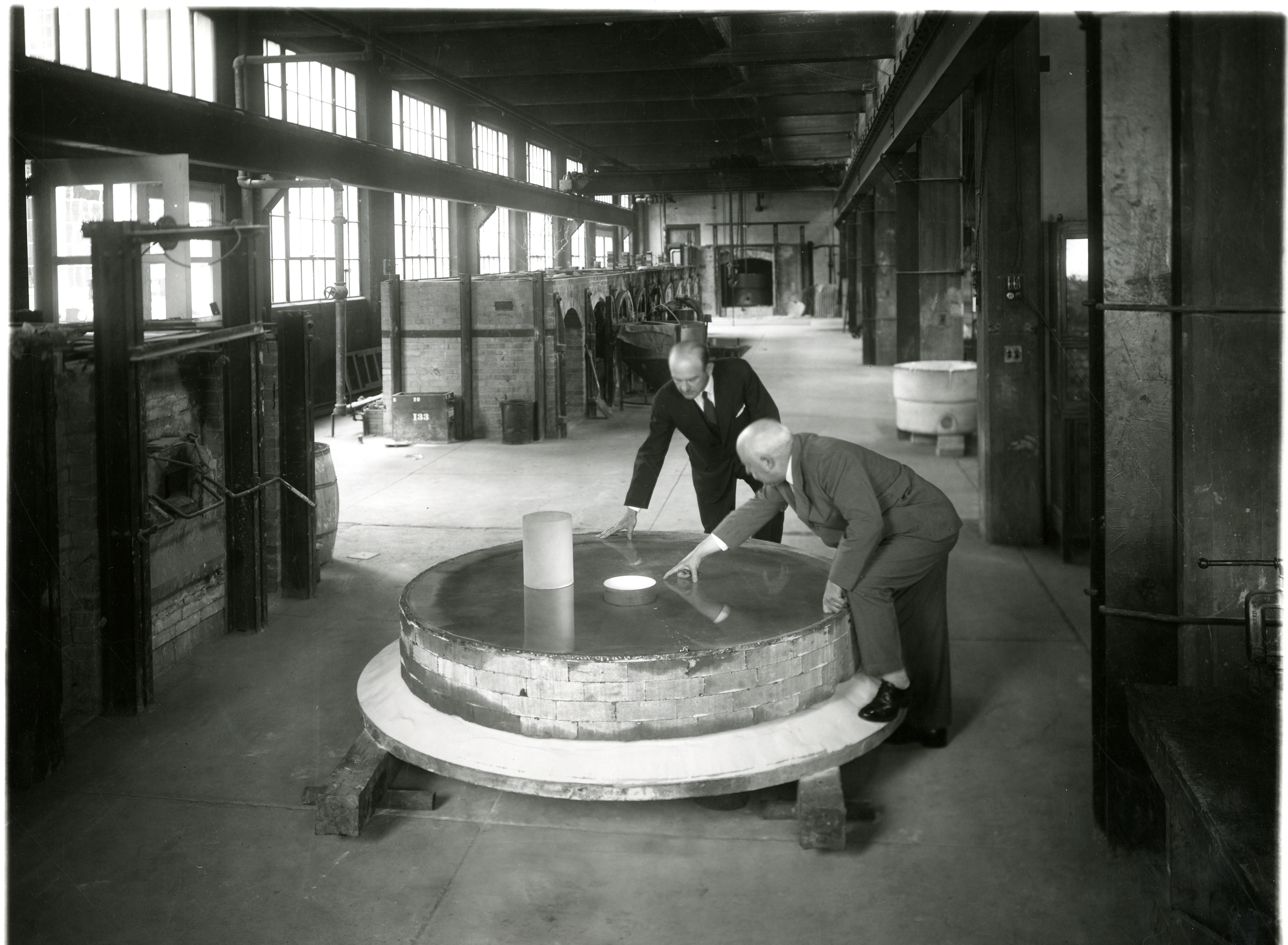
تلسكوب عاكس

زجاج البصريات هو نوع خاص من أنواع الزجاج مرتفع الجودة والمستخدم في صناعة معدات الأجهزة البصرية مثل العدسات أو المواشير أو المرايا. يضاف أثناء صناعة زجاج البصريات مواد كيميائية من أجل تحسين الخواص والميزات مثل معامل الانكسار والتشتت والنفاذية والتمدد الحراري وغيرها من المواصفات.
تصنع العدسات المستخدمة في التطبيقات البصرية من مواد أولية مختلفة حاصة من السيليكا أو زجاج البوروسيليكات. كما تستخدم عناصر مختلفة غير السيليكون والبورون مثل الجرمانيوم والفوسفور والزرنيخ، وغالباً على شكل أكاسيد أو سيلينيدات أو كبريتيدات أو فلوريدات. تؤدي إضافة هذه المواد إلى عدم تبلور الزجاج مما يؤدي إلى الحصول على الخواص البصرية المميزة.